# 전국공공운수노동조합
전국공공운수노동조합은 공공 부분과 운수부분을 담당하는 민주노총 산하 노동조합이다. 건강보험공단, 한국가스공사, 서울대병원 등 공공기관이 소속된 공공노조와 버스, 택시, 화물, 철도, 항공 등이 소속된 운수노조가 통합하여 2011년 출범하였다.

## 소속 노동조합
- 서울교통공사노동조합
- 전국대학원생노동조합
- 화물운송특수고용직연대본부